# 森特維爾 (阿肯色州福克納縣)
森特維爾（英語：Centerville）是位於美國阿肯色州福克納縣的一個非建制地區。該地的面積和人口皆未知。

## 地理
森特維爾的座標為35°16′23″N 92°15′24″W / 35.27306°N 92.25667°W，而該地的平均海拔高度為144米（即472英尺）。